# Соціологічна асоціація України
Соціологічна асоціація України (САУ) — всеукраїнська добровільна наукова громадська організація, що об'єднує вітчизняних і закордонних учених, спеціалістів, колективи і організації, які працюють у галузі соціології. 
Створена в 1990 році на установчому з'їзді соціологів України.
Є правонаступником українського відділення Радянської соціологічної асоціації, яка існувала у 1968-1990 роках.
З 1993 року САУ входить як колективний член у Міжнародну соціологічну асоціацію.

## Відділення
САУ має регіональні відділення: Волинське, Дніпропетровське, Донецьке, Закарпатське, Запорізьке, Івано-Франківське, Київське, Кримське, Луганське, Львівське, Миколаївське, Одеське, Рівненське, Сумське, Тернопільське, Уманське, Харківське, Херсонське, Хмельницьке, Черкаське, Чернівецьке). Місцезнаходження президії САУ — м. Київ.

## Правління
- Бакіров Віль Савбанович — академік НАН України, ректор Харківського національного університету імені В.Н. Каразіна. Президент САУ
- Балакірєва Ольга Миколаївна — к.с.н., завідувачка відділу моніторингових досліджень соціально-економічних трансформацій Інститут економіки та прогнозування НАН України, голова Правління Українського інституту соціальних досліджень імені Олександра Яременка
- Ворона Валерій Михайлович — академік НАН України, директор Інститут соціології НАН України
- Горбачик Андрій Петрович — к.ф-м.н., декан факультет соціології Київського національного університету імені Тараса Шевченка

та інші.

## Конгреси
- І Конгрес Соціологічної асоціації України "Соціологія в ситуації соціальних невизначеностей" 
 15-17 жовтня 2009 року, Харків[2]
- ІІ Конгрес САУ «Соціологія та суспільство: взаємодія в умовах кризи» 
 17–19 жовтня 2013 року, Харків[3]
- III Конгрес Соціологічної асоціації України «Нові нерівності — нові конфлікти: шляхи подолання» 
 12–13 жовтня 2017 року, Харків[4][5]

Секційні засідання ІІІ Конгресу САУ
- 1. Стан логіки та методології соціології в Україні: тупцювання на місці чи рух вперед? Керівники секції: Яковенко Юрій Іванович, Головаха Євген Іванович.
- 2. Методи збору кількісної соціологічної інформації в сучасному світі. Керівники секції: Паніотто Володимир Ілліч, Чурилов Микола Миколайович, Горбачик Андрій Петрович, Кізілов Олександр Іванович.
- 3. Структури нерівностей: соціальні розколи, тенденції зміни, виклики політиці. Керівники секції: Куценко Ольга Дмитрівна, Мурадян Олена Сергіївна.
- 4. Соціальна напруженість у кризовому суспільстві: чинники актуалізації та механізми подолання. Керівники секції: Злобіна Олена Геннадіївна, Сірий Євген Володимирович.
- 5. Цінності та культура у неспівмірних соціальних порядках. Сесія 1. Ціннісні конфлікти та компроміси. Сесія 2. Медіа: традиційні та цифрові режими. Сесія 3. Культурні практики: компетентності, партиципація, соціальні стратегії. Сесія 4. Цінності, що згуртовують і розмежовують: Україна і Європа в порівняльних дослідженнях. Керівники секції: Костенко Наталія Вікторівна, Ручка Анатолій Олександрович.
- 32. Право та соціальні нерівності. Правова конфліктологія. Керівники секції: Требін Михайло  Петрович, Герасіна  Людмила  Миколаївна, Погрібна  Вікторія Леонідівна.